# Magnolia utilis
Magnolia utilis là một loài thực vật có hoa trong họ Magnoliaceae. Loài này được (Dandy) V.S.Kumar mô tả khoa học đầu tiên năm 2006.